# Pardosa angusta
Pardosa angusta là một loài nhện trong họ Lycosidae.
Loài này thuộc chi Pardosa. Pardosa angusta được J. Denis miêu tả năm 1956.